# Luis Artime
Luis Artime (Mendoza, 1938. december 2. –) válogatott argentin labdarúgó, edző. Az argentin labdarúgás történetének egyik leggólerősebb játékosa.

## Pályafutása

### A válogatottban
1961 és 1967 között 25 alkalommal szerepelt az argentin válogatottban és 24 gólt szerzett. Részt vett még az 1966-os világbajnokságon és az 1967-es Dél-amerikai bajnokságon.

## Sikerei, díjai
Independiente
- Argentin bajnok (1): Nacional 1967

Palmeiras
- Brazil bajnok (1): 1969

Nacional
- Uruguayi bajnok (3): 1969, 1970, 1971
- Copa Libertadores (1): 1971
- Interkontinentális kupa győztes (1): 1971
- Copa Interamericana (1): 1971

Argentína
- Dél-amerikai ezüstérmes (1): 1967

Egyéni
- Az argentin bajnokság gólkirálya (4): 1962 (28 gól), 1963 (26 gól), 1966 (23 gól), 1967 (11 gól)
- Az uruguayi bajnokság gólkirálya (3): 1969 (24 gól), 1970 (21 gól), 1971 (16 gól)
- A Copa Libertadores gólkirálya (1): 1971  (10 gól)
- A Dél-amerikai bajnokság gólkirálya (1): 1967 (5 gól)